# Verbascum szovitsianum
Verbascum szovitsianum är en flenörtsväxtart som beskrevs av Pierre Edmond Boissier. Verbascum szovitsianum ingår i släktet kungsljus, och familjen flenörtsväxter. Utöver nominatformen finns också underarten V. s. adenothyrsum.